# ريتشارد بريغز
ريتشارد بريغز (بالإنجليزية: Richard Briggs)‏ هو سياسي أمريكي، ولد في 1952. حزبياً، نشط في الحزب الجمهوري. وقد انتخب عضو مجلس ولاية تينيسي.